# Davion Mitchell
Davion De'Monte Earl Mitchell (Hinesville, 5 settembre 1998) è un cestista statunitense, professionista nella NBA con i Miami Heat.

## Carriera
A livello collegiale ha giocato nel 2017-18 con la Auburn University. L'anno successivo si è trasferito alla Baylor University e, a causa delle regole sui trasferimenti NCAA, è stato costretto a saltare la stagione 2018-19. 
Con i Bears della Baylor University ha conquistato il titolo NCAA 2021, venendo eletto come miglior difensore della stagione dalla National Association of Basketball Coaches.

## Statistiche
| † | Denota una stagione in cui ha vinto il titolo |

### NCAA
| Anno       | Squadra       | PG | PT | MP   | TC%  | 3P%  | TL%  | RP  | AP  | PRP | SP  | PP   |
| ---------- | ------------- | -- | -- | ---- | ---- | ---- | ---- | --- | --- | --- | --- | ---- |
| 2017-2018  | Auburn Tigers | 34 | 0  | 17,1 | 42,9 | 28,8 | 67,7 | 1,1 | 1,9 | 0,5 | 0,0 | 3,7  |
| 2019-2020  | Baylor Bears  | 30 | 30 | 32,4 | 40,9 | 32,4 | 66,3 | 2,7 | 3,8 | 1,5 | 0,4 | 9,9  |
| 2020-2021† | Baylor Bears  | 30 | 30 | 33,1 | 51,1 | 44,7 | 64,1 | 2,7 | 5,5 | 1,9 | 0,4 | 14,0 |
| Carriera   | Carriera      | 94 | 60 | 27,1 | 45,9 | 37,6 | 65,7 | 2,1 | 3,6 | 1,3 | 0,2 | 9,0  |

#### Massimi in carriera
- Massimo di punti: 31 vs Kansas State (27 gennaio 2021)[2]
- Massimo di rimbalzi: 6 (4 volte)
- Massimo di assist: 12 vs Central Arkansas (29 dicembre 2020)
- Massimo di palle rubate: 4 (5 volte)
- Massimo di stoppate: 2 (4 volte)
- Massimo di minuti giocati: 43 vs West Virginia (2 marzo 2021)

### NBA

#### Regular Season
| Anno      | Squadra          | PG  | PT | MP   | TC%  | 3P%  | TL%  | RP  | AP  | PRP | SP  | PP   |
| --------- | ---------------- | --- | -- | ---- | ---- | ---- | ---- | --- | --- | --- | --- | ---- |
| 2021-2022 | Sacramento Kings | 75  | 19 | 27,7 | 41,8 | 31,6 | 65,9 | 2,2 | 4,2 | 0,7 | 0,3 | 11,5 |
| 2022-2023 | Sacramento Kings | 80  | 9  | 18,1 | 45,4 | 32,0 | 80,6 | 1,3 | 2,3 | 0,6 | 0,2 | 5,6  |
| 2023-2024 | Sacramento Kings | 72  | 4  | 15,3 | 45,2 | 36,1 | 71,4 | 1,3 | 1,9 | 0,2 | 0,0 | 5,3  |
| 2024-2025 | Toronto Raptors  | 44  | 22 | 24,5 | 43,4 | 35,9 | 67,6 | 1,9 | 4,6 | 0,7 | 0,2 | 6,3  |
| 2024-2025 | Miami Heat       | 30  | 15 | 31,6 | 50,4 | 44,7 | 70,2 | 2,7 | 5,3 | 1,4 | 0,3 | 10,3 |
| Carriera  | Carriera         | 301 | 69 | 22,1 | 44,2 | 34,4 | 69,8 | 1,8 | 3,3 | 0,6 | 0,2 | 7,6  |

#### Playoffs
| Anno     | Squadra          | PG | PT | MP   | TC%  | 3P%  | TL%  | RP  | AP  | PRP | SP  | PP   |
| -------- | ---------------- | -- | -- | ---- | ---- | ---- | ---- | --- | --- | --- | --- | ---- |
| 2023     | Sacramento Kings | 7  | 0  | 20,0 | 41,3 | 25,9 | 83,3 | 1,3 | 1,7 | 0,9 | 0,1 | 7,1  |
| 2025     | Miami Heat       | 4  | 3  | 35,5 | 61,0 | 50,0 | 42,9 | 2,3 | 6,3 | 0,8 | 0,3 | 15,0 |
| Carriera | Carriera         | 11 | 3  | 25,6 | 50,6 | 34,1 | 61,5 | 1,6 | 3,4 | 0,8 | 0,2 | 10,0 |

#### Massimi in carriera
- Massimo di punti: 28 vs Phoenix Suns (20 marzo 2022)[3]
- Massimo di rimbalzi: 7 (2 volte)
- Massimo di assist: 17 vs New Orleans Pelicans (5 aprile 2022)
- Massimo di palle rubate: 4 (3 volte)
- Massimo di stoppate: 2 (8 volte)
- Massimo di minuti giocati: 46 vs Phoenix Suns (20 marzo 2022)

## Palmarès

### Squadra

#### NCAA
- Campionato NCAA (2021)

#### NBA
- NBA Summer League (2021)

### Individuale

#### NCAA
- All-Big 12 Third Team (2020)
- Big 12 Newcomer of the Year (2020)
- Big 12 All-Newcomer Team (2020)
- Big 12 All-Defensive Team (2020, 2021)
- NABC Defensive Player of the Year (2021)
- Naismith Defensive Player of the Year (2021)
- Lefty Driesell Award (2021)
- Associated Press All-American Third Team (2021)
- NABC All-American Third Team (2021)
- Sporting News All-American Third Team (2021)
- All-Big 12 First Team (2021)
- Big 12 Defensive Player of the Year (2021)

#### NBA
- NBA Summer League MVP (2021)
- All-NBA Summer League First Team (2021)